# 갈레아차

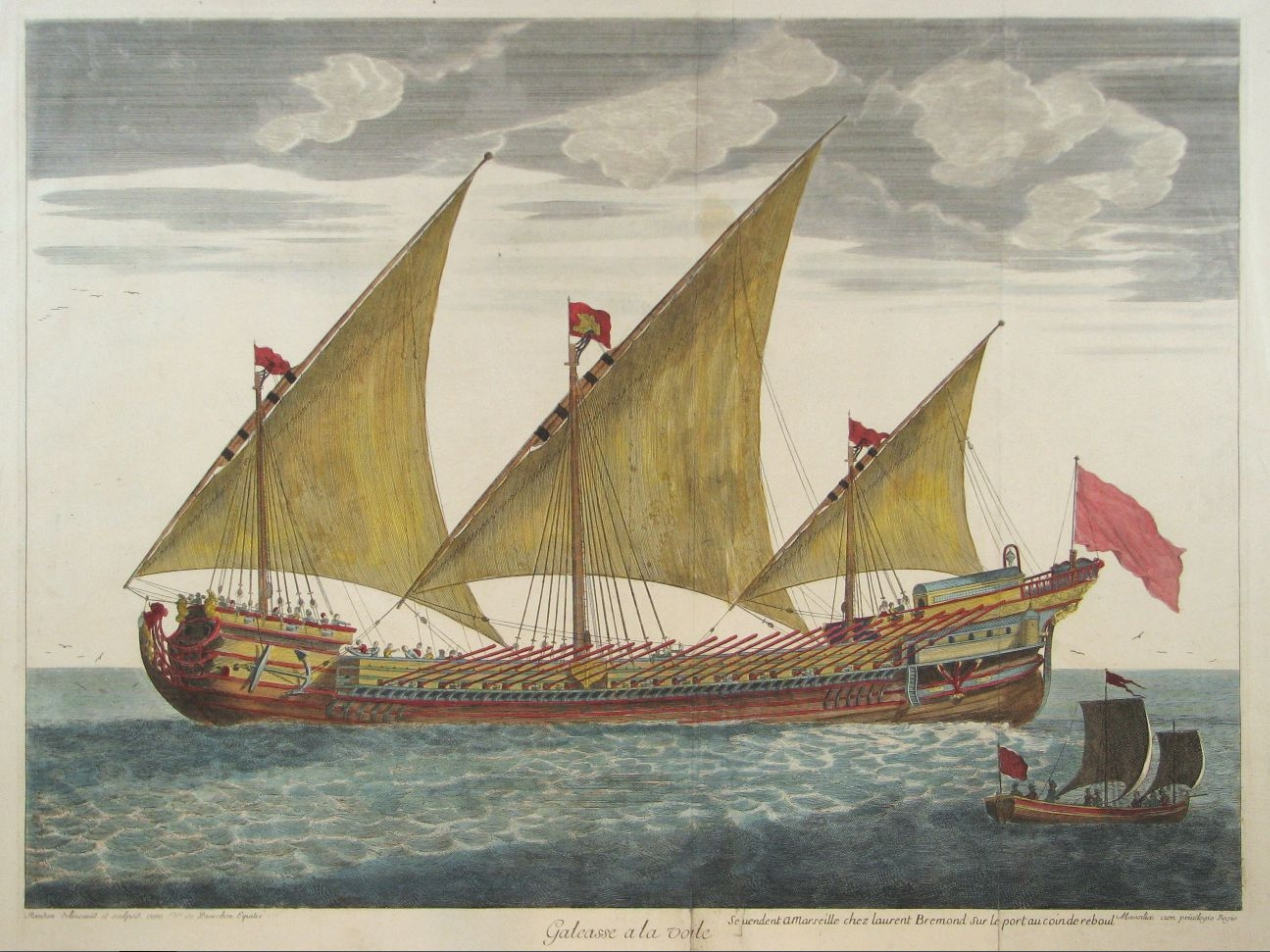

갈레아차(이탈리아어: Galeazza, 스페인어: Galeaza) 혹은 갤리어스(영어: Galleass)는 대형 갤리 상선으로부터 발전한 근세 초기의 군함으로, 범요선의 기동성 및 속력과 갈레온 범선의 포격전 능력을 결합하는 설계사상으로 개발되었다. 예상한 만큼의 성과를 거두지는 못했지만 상당한 기간 동안 근세 유럽 해군의 주력함의 위치를 점유했다.